# Doylestown, Wisconsin
Doylestown là một làng thuộc quận Columbia, tiểu bang Wisconsin, Hoa Kỳ. Năm 2006, dân số của làng này là 328 người.